# Advanced glycation end-product
L'advanced glycation end-product, in sigla AGE (in italiano: prodotto finale della glicazione avanzata), è il risultato di una catena di reazioni chimiche successive alla reazione di glicazione iniziale.
Prodotti intermedi sono conosciuti come il riarrangiamento di Amadori, la base di Schiff e i prodotti di Maillard, chiamati così dai ricercatori che per primi li hanno descritti. La letteratura è ancora indecisa sull'applicare questa terminologia. Per esempio i prodotti della reazione di Maillard sono talvolta considerati prodotti intermedi e talvolta finali. Gli effetti collaterali generati nei passaggi intermedi derivano da agenti ossidanti (come il perossido di idrogeno) e non (come le proteine amiloidi beta).
Il termine glicosilazione è talvolta usato per glicazione in letteratura, di solito come glicosilazione non enzimatica.
Gli AGE si trovano sulle superfici dorate o abbrustolite di cibi fritti o grigliati e anche sulla crosta del pane. Oltre al colore, gli AGE conferiscono agli alimenti cotti anche il sapore caratteristico, tipico dei prodotti da forno.

## Effetti
Recenti studi attribuiscono agli AGE's un ruolo patogenetico anche nelle allergie alimentari.
Con la dieta moderna e l'utilizzo di prodotti industriali consumiamo più AGE's di quanto accadeva anni fa, alcune aziende alimentari trasformano eccessivamente alcuni alimenti o aggiungono AGE's artificiali per esaltare il sapore dei propri prodotti.
Solo nel latte sono previsti dei limiti, la legge italiana fissa infatti in 8,6 mg/100 g di proteine il limite di furosina presente nel latte crudo e pastorizzato e in 12 mg/100 g di proteine il limite per i formaggi freschi a pasta filata. 
I prodotti finali di glicazione avanzata (AGE), noti anche come glicotossine, sono un gruppo eterogeneo di composti altamente ossidanti con un significato patogenetico nel diabete e in molte altre malattie croniche (2, 3, 4, 5, 6, 7).
La formazione di AGE è una parte del normale metabolismo, ma se si raggiungono livelli eccessivamente alti di AGE nei tessuti e la circolazione possono diventare patogeni. Gli effetti patologici di AGE sono legati alla loro capacità di promuovere lo stress ossidativo e infiammazione legandosi coi recettori della superficie cellulare o reticolazione con proteine del corpo, alterando la loro struttura e funzione. (8-9)